# Platycercus adscitus
La rosella testachiara (Platycercus adscitus (Latham, 1790)) è un uccello della famiglia degli Psittaculidi, endemico dell'Australia.

## Descrizione
Rosella di taglia attorno ai 30 cm , con una colorazione molto sfumata a tinte pastello, non presenta alcun dimorfismo sessuale. La testa è giallina con guance bianche; mento, petto e bordo ala sono azzurri, con il resto dell'ala nero-blu e le scapolari giallo-nere; la coda è azzurro-verde; la gola e il dorso sono a scaglie giallo-nere; il ventre è rosso. Becco grigio chiaro, zampe grigie, iride bruna.

## Tassonomia
È classificata in due sottospecie: R. a. adscitus, quella descritta, e P. a. palliceps, che si differenzia per la taglia superiore (attorno ai 33 cm), per il mento giallino e non blu, per la gola azzurrina che forma corpo unico con il petto e l'addome, e per il sopraccoda grigio-azzurro e non scagliato giallo-nero come nella sottospecie nominale.

## Biologia
È un uccello di pianura che frequenta la boscaglia, le savane alberate e le foreste secondarie non troppo fitte. Vive in coppie o piccoli gruppi di pochi individui.
La stagione riproduttiva segue la stagione delle piogge e quindi varia a seconda della zona: nelle regioni meridionali va da settembre a dicembre, in quelle settentrionali da febbraio a giugno. Il nido è allestito in una cavità profonda di un vecchio albero molto vicino a una fonte d'acqua. La femmina depone 3-5 uova che cova per 21 giorni; i piccoli s'involano attorno alle 5 settimane ma restano con i genitori ancora per alcuni mesi.

## Distribuzione e habitat
Vive nell'Australia nord-orientale, dalla penisola di Capo York al Nuovo Galles del Sud dove è piuttosto comune. 
Anche in cattività è allevato con buoni risultati.